# Valter Taub
Valter Taub, auch Walter Taub und Valtr Taub (* 18. Juni 1907 in Brünn, Österreich-Ungarn; † 30. September 1982 in Wien) war ein tschechischer Schauspieler und Theaterregisseur.

## Leben
Walter Taub war ein Sohn des Politikers Siegfried Taub (1876–1946) und der Elsa Taub, er hatte einen Bruder Kurt. Er besuchte das Realgymnasium in Brünn und wuchs zweisprachig auf. Er studierte ohne Abschluss ein paar Semester an der Universität. Seine ersten Engagements erhielt er am Deutschen Theater in Mährisch-Ostrau und anderen deutschsprachigen Bühnen in der Tschechoslowakei. Von 1931 bis 1939 war er Schauspieler und Regisseur am Neuen Deutschen Theater Prag. Dort spielte er unter anderem Muley Hassan in Die Verschwörung des Fiesco zu Genua (1936).
Seit den 1930er Jahren engagierte er sich in der Organisation Klub tschechischer und deutscher Theaterkünstler. Nach der Errichtung des Protektorats Böhmen und Mähren emigrierte er 1939 nach Schweden und arbeitete dort 14 Jahre als Journalist. Hier lernte er Willy Brandt kennen, mit dem ihn bis zu seinem Tod eine Freundschaft verband.
1953 trat Taub ein Engagement in Pilsen an, anschließend war er von 1954 bis 1971 Ensemblemitglied des Realistischen Theaters Prag. Daneben spielte er an verschiedenen anderen tschechoslowakischen Bühnen.
Seit 1964 gastierte er an deutschen Bühnen in Berlin, Hamburg, München, Hannover und Frankfurt am Main. Auf Initiative von Intendant Oscar Fritz Schuh spielte er 1966/67 am Deutschen Schauspielhaus die Pest in Der Belagerungszustand. Anschließend hatte er an derselben Spielstätte 1967 großen Erfolg als Titelfigur in Kohouts Bühnenversion von Die Abenteuer des braven Soldaten Schwejk.
Weitere Rollen an deutschsprachigen Bühnen waren Caliban in Der Sturm (1968, Salzburg), Adzak in Der kaukasische Kreidekreis (1971, Hannover), Hanswurst in Goethes Faust (1971, Freilichtspiele Schwäbisch Hall), Meister Anton in Maria Magdalena (1975, Schauspielhaus Frankfurt am Main) und Machiavelli in Egmont (1982, Bregenzer Festspiele). Ab 1978 spielte der etwas gedrungene Schauspieler am Burgtheater in Wien, zuletzt 1982 in Der neue Menoza.

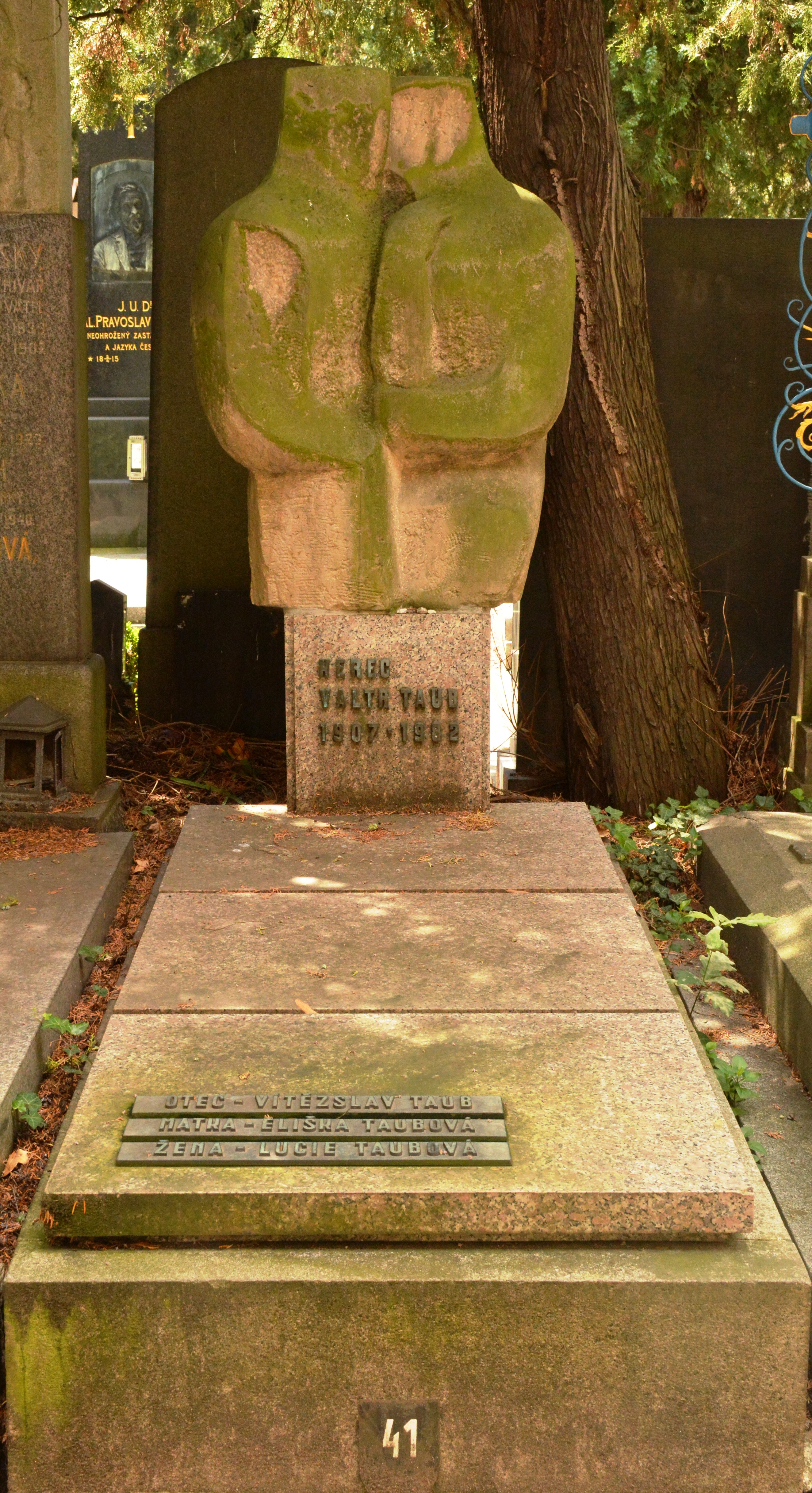
Grab

Daneben wirkte Taub in verschiedenen Film- und Fernsehproduktionen mit. 1979 erhielt er das Filmband in Gold in der Kategorie Darstellerische Leistungen für seine Darstellung des Rabbi Singer in dem Film David von Peter Lilienthal. Sein Grab befindet sich auf dem Vyšehrader Friedhof in Prag.

## Filmografie
- 1933: Das Glück von Grinzing
- 1934: Adjutant seiner Hoheit (nur Drehbuch)
- 1935: Koho jsem vcera líbal?
- 1935: Liebe auf Bretteln
- 1938: Gottes Mühlen (Bozí mlýny)
- 1957: Die Fälschung (Padelek)
- 1957: Die goldene Spinne (Zlaty pavouk)
- 1960: Smyk – Dem Abgrund entgegen (Smyk)
- 1961: Totentanz im Pazifik (Smrt na cukrovém ostrove)
- 1962: Wenn Du zu mir hältst
- 1962: Junge Astronomen (Objev na Strapaté hurce)
- 1963: Transport aus dem Paradies (Transport z ráje)
- 1963: Der Andere neben dir
- 1964: Bez svatozáre
- 1965: Das Haus in der Karpfengasse
- 1965: Die buntscheckigen Engel (Strakatí andelé)
- 1966: Wer will Jessie umbringen? (Kdo chce zabít Jessii?)
- 1967: Das Ende des Geheimagenten W4C mit Hilfe des Hundes von Herrn Foutska (Konec agenta W4C prostrednictvím psa pana Foustky)
- 1969: Salto mortale (Serie)
- 1970: Die Gartenlaube
- 1970: Die Person
- 1972: Sie hätten im Sommer kommen sollen
- 1977: Der Mädchenkrieg
- 1979: David
- 1979: Theodor Chindler (Mehrteiler)
- 1980: Mosch
- 1980: Blues pro EFB
- 1981: Meschkas Enkel
- 1981: Wie der Mond über Feuer und Blut – Das erste Regierungsjahr Maria Theresias